# Severozápad
Severozápad (zkratka SZ nebo anglicky NW) je jeden z vedlejších směrů na kompasu. Leží mezi severem a západem, tj. odpovídá azimutu 315°. Na opačné straně je jihovýchod.

## Západoseverozápad
Západoseverozápad (zkratka ZSZ nebo anglicky WNW) je dalším z vedlejších směrů na kompasu. Leží mezi severozápadem a západem, tj. odpovídá azimutu 292,5°. Na opačné straně je východojihovýchod.

## Severoseverozápad
Severoseverozápad (zkratka SSZ nebo anglicky NNW) je dalším z vedlejších směrů na kompasu. Leží mezi severozápadem a severem, tj. odpovídá azimutu 337,5°. Na opačné straně je jihojihovýchod.